# 月のゆくへ
『月のゆくへ』（つきのゆくえ）は荒木田麗女が明和8年（1771年）に成した、二巻三冊の歴史物語。「月のゆくえ」「月の行方」「月の行衛」とも。荒木田の代表作の一つである。
内容は、虚実を織り交ぜながら平家一門の興亡を鏡物に倣った雅文体で綴ったもので、巻一（二冊）で高倉天皇、巻二で安徳天皇の事績を述べ、『今鏡』と『増鏡』の間にあたる『弥世継』の代わりになるものとしている。荒木田は『平家物語』と『源平盛衰記』を主な資料としつつ、その博識を生かして和漢の故事・詩歌などを引いて物語に趣を添えている。
伊勢神宮の神宮文庫に、荒木田興正妻直女の写本が残る。